# Årets bok – Månadens boks litterära pris

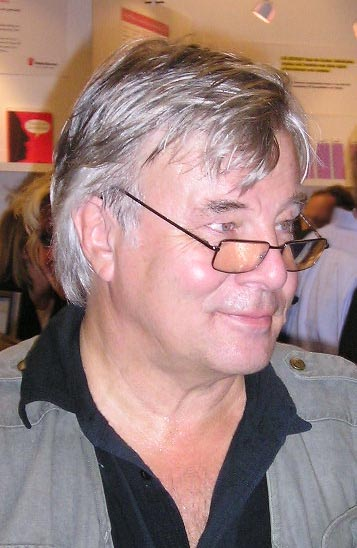
Jan Guillou pristagare år 2000

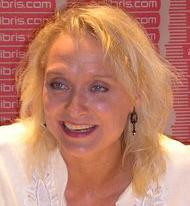
Karin Alvtegen pristagare 2005

Årets bok var ett litterärt pris på 30 000 svenska kronor som årligen utdelades av bokklubben Månadens bok från år 2000. Valet av årets bok gjordes i en omröstning av klubbens medlemmar. Priset tycks inte ha delats ut sedan 2006.

## Pristagare
- 2000 – Jan Guillou
- 2001 – Mikael Niemi
- 2002 – Carl-Johan Vallgren
- 2003 – Anders Paulrud
- 2004 – Majgull Axelsson
- 2005 – Karin Alvtegen
- 2006 – Stieg Larsson